# Espace insécable
Une espace insécable («   ») est un signe typographique numérique consistant en une espace que l’on intercale entre deux mots (ou un mot et une ponctuation) qui ne doivent pas être séparés en fin de ligne. L’espace insécable permet d’éviter qu’un mot, un ensemble de mots, un nombre, une date ou une ponctuation ne soient rejetés et isolés au début de la ligne suivante lorsque cela nuirait à la fluidité de la lecture.

## Définition
Comme terme générique, le concept englobe deux caractères distincts :
- l’espace insécable proprement dite, de même chasse que l’espace-mot ordinaire (sécable) et qui en typographie numérique est justifiante[5] ;
- l’espace fine insécable[6] («   ») dite aussi espace insécable étroite, terme traduit de l’anglais narrow no-break space et retenu dans la traduction française d’Unicode[7], d’une chasse fixe variant selon les langues et polices entre un tiers et trois quarts d’espace-mot. Par exemple, elle fait 72 % d’espace-mot en police Arial dans le traitement de texte Word.

## Usage

### En France
Le code typographique français recommande d’insérer une espace fine insécable devant les signes de ponctuation haute (composés d’un point et d’un autre signe) : point-virgule, point d’interrogation et point d’exclamation, ainsi que comme séparateur de milliers, entre un nombre et son unité, et comme séparateur sans valeur facilitant la lecture des numéros de téléphone ou des numéros et codes d’identification, etc. Certains symboles, à l’instar des unités, sont également précédés d’une espace insécable (étroite), comme % et les symboles monétaires dont € ; d’autres, comme le symbole degré, font figure d’exception et sont accolés (par exemple « un angle de 45° »).
Le deux-points et les guillemets en chevrons constituent une exception en ce que le code typographique français recommande d’insérer, devant le deux-points ou entre les guillemets et le texte qu’ils renferment, non une espace fine insécable mais une espace insécable (espace-mot insécable).
Les règles typographiques soumettent toutefois l’utilisation de l’espace fine insécable aux capacités du logiciel employé,. Il est devenu habituel d’utiliser invariablement l’espace insécable pour substituer l’espace fine insécable.

### Au Canada
Au Canada, le deux-points est séparé du mot précédent par une espace insécable (ainsi que les guillemets-chevrons), tandis que le point-virgule, le point d’interrogation et le point d’exclamation s’emploient sans espace sauf si on dispose de l’espace fine insécable qui est utilisé dans l’éditique professionnelle,,.
L’espace insécable sert aussi de séparateur des milliers (100 000) et avant les symboles monétaires (9,99 $) ou le symbole du pour cent (10 %).

### En Suisse
En Suisse, il est recommandé d’insérer une espace fine insécable avant le point d’exclamation, le point d’interrogation, le point-virgule et le deux-points ainsi qu’à l’intérieur des guillemets français (« … ») et devant le symbole du pour cent (« % »).
Cependant, l’usage préfère de ne pas insérer d’espace du tout ou d’insérer une espace insécable.

### Usage spécial
L’espace insécable U+00A0 a aussi une autre fonction dans le cadre de la mise en œuvre du standard Unicode. Elle permet de représenter de manière isolée les diacritiques d’association, en tapant d’abord une espace insécable, et ensuite le ou les diacritiques. Pour une meilleure visualisation du positionnement, on préfère toutefois utiliser comme caractère de base le cercle en pointillés U+25CC. L’utilisation de l’espace-mot dans ce rôle est déconseillée, pour des raisons techniques, depuis la version 4.1 du standard.

## Codage et représentation

### Espace insécable
- Le caractère du jeu Unicode correspondant à l’espace insécable est le U+00A0   espace insécable (no-break space). Le codage effectif de ce point de code dans un document dépend du codage de jeu de caractères codés utilisé dans ce document et peut donc nécessiter plusieurs octets, par exemple :
  - avec le codage UTF-8 qui le représente par la séquence de deux octets 0xC2 0xA0 ;
  - ou avec le codage UTF-16BE qui utilise les deux octets 0x00 0xA0 (codés dans cet ordre) ;
  - ou le codage UTF-16LE qui utilise les deux octets 0xA0 0x00 (codés dans cet ordre).
- Avec les autres codages de jeu de caractères codés non normalisés par Unicode, le codage effectif dépend d’une part de la table d’assignation des points de code Unicode en codets du jeu de caractères codés associé à ce codage, et d’autre part de la méthode, spécifique à ce codage, pour la représentation de ses codets en séquences d’octets ou de mots.
  - Par exemple, dans tous les codages de jeux de caractères codés basés sur la norme ISO/CEI 8859, l’espace insécable est représentée par un codet numérique de valeur égale à celle de son point de code dans Unicode et est alors codée dans le document par un octet unique, de valeur égale à ce codet, donc avec un seul octet de valeur décimale égale à 160, ou 0xA0 en hexadécimal.
- Dans les documents de type SGML, HTML ou XML, l’espace insécable peut être soit codée directement (en utilisant le codage de jeu de caractères codés déclaré pour ce document, codage qui peut alors être quelconque), ou bien représentée par une entité numérique de caractère décimale &#160; ou hexadécimale &#xA0;, toujours basé sur la valeur numérique du point de code Unicode indépendamment du jeu de caractères codés déclaré ou utilisé pour le document (et même si le jeu de caractères codés associé à ce codage, par exemple US-ASCII, ne contient aucun codet pour représenter l’espace insécable).
  - De plus, dans les documents de type SGML ou HTML, l’espace insécable peut aussi être représentée par l’entité nommée &nbsp; (sigle de l’anglais non-breaking space), prédéfinie comme équivalente à l’entité numérique. Au contraire des entités numériques, cette entité nommée n’est pas prédéfinie dans tous les documents XML qui doivent alors soit la définir explicitement dans l’en-tête de déclaration de type de document, soit le plus souvent l’importer indirectement avec une déclaration de DTD (comme dans les documents XHTML).
  - Il n’existe pas de syntaxe wiki pour l’espace insécable. Pour l’employer, on utilise alors une des syntaxes HTML (ci-dessus) dans le code wiki du document.
- Dans les documents de type TeX, pour représenter une espace insécable, on doit la coder avec un caractère ’~’ (tilde), qui sera automatiquement interprété lors du traitement du document par le logiciel (par exemple LaTeX, un logiciel libre de traitement de texte).

Le symbole de l’espace insécable dans Unicode est « ⍽ » (U+237D de la table Unicode Unicode/U2300) ; il est dénommé « caisse ouverte à épaulement ». Ce caractère a été créé dans une visée pédagogique, afin de marquer les places des espaces insécables.

### Espace fine insécable
- Le caractère du jeu Unicode correspondant à l’espace fine insécable est le U+202F   espace insécable étroite (narrow no-break space), et a été introduit dans Unicode 3.0[19].
- En UTF-8, elle est représentée par la séquence de trois octets 0xE2 0x80 0xAF.
- En HTML, elle est représentée par l’entité hexadécimale &#x202F;, ainsi que de l’entité décimale &#8239;.
- Sur un ordinateur Windows, le code permettant d’insérer une espace fine insécable est Alt + 8239.

## À la saisie

### Par clavier
La disposition de clavier bépo permet d’insérer :
- une espace fine insécable par la combinaison Maj + Espace ;
- une espace insécable par la combinaison Alt Gr + Maj + Espace.

Dans l’ancienne version, ces combinaisons sont inversées.
La nouvelle disposition AZERTY permet d’insérer :
- une espace fine insécable par la combinaison Alt Gr + Espace ;
- une espace insécable par la combinaison Alt Gr + Maj + Espace.

### Par système d’exploitation
- Dans les logiciels fournis avec Windows (par exemple le Bloc-notes), ainsi qu’à la saisie du titre lors de l’enregistrement d’une image ou d’un texte dans un répertoire Windows, l’espace insécable peut être saisie en tapant 0160 ou 255 sur le pavé numérique tout en maintenant la touche Alt enfoncée. Cette méthode de saisie est souvent supportée aussi dans d’autres systèmes d’exploitation pour PC comme Linux, avec une configuration du pilote du clavier.
- Dans l’environnement macOS, on peut appuyer sur Option + Espace ou bien Ctrl + Espace (par exemple sur XPress).
- Sous Xorg (Linux, BSD…) il est également possible de saisir ce type d’espace en utilisant la touche de composition via la combinaison : Compose, Espace, Espace, ou d’autres combinaisons selon les options d’agencement du clavier.

### Par application
- Dans LaTeX, on crée une espace insécable à l’aide du caractère de contrôle ’~’. La séquence ’\,’ représente une espace fine[22].
- Sur le logiciel de PAO InDesign à partir de la version CS3, dans l’environnement macOS il faut appuyer sur les touches Option + Commande + X. Sur une distribution Windows le raccourci est Ctrl + Alt + X.
- Dans le logiciel de traitement de texte Word de Microsoft, pour produire une espace insécable, on peut appuyer sur Ctrl + Maj + Espace.
- Dans les logiciels libres de traitement de texte LibreOffice ou OpenOffice.org Writer, pour produire une espace insécable, depuis la version 3 appuyer sur Ctrl + Maj + Espace. Antérieurement, il suffisait d’appuyer sur Ctrl + Espace. Il est possible d’adapter la configuration du logiciel à ses habitudes.
- Dans le logiciel de composition et de mise en pages Adobe FrameMaker, on peut appuyer sur Ctrl + Espace.
- Dans le logiciel en ligne Google Documents, on peut utiliser le menu Insertion, Caractères spéciaux, puis rechercher U+00A0 puis insérer (la fonction recherche ne marche pas en mode hors-ligne, on peut donc le chercher manuellement en filtrant par catégorie, puis Format & espace blanc et espace blanc, sélectionnez alors l’espace insécable en passant la souris sur les caractères et en cherchant le code U+00A0). On peut aussi, sous Windows, utiliser la saisie Alt + 255.

## Lors du traitement

### Visuel
Dans les logiciels WYSIWYG de traitement de texte, différents rendus visuels permettent à l’utilisateur de voir les espaces insécables.
- Espace insécable :
  - OpenOffice Writer et LibreOffice Writer affichent les espaces insécables U+00A0 avec la trame de champ, grise par défaut mais personnalisable.
  - Microsoft Word ne signale pas les espaces insécables par défaut mais propose une facilité pour afficher les caractères invisibles, dont les espaces insécables U+00A0, représentés à l’aide d’un visuel qui a exactement le même aspect que le symbole degré[23]. Il n’est ainsi pas possible de déceler avec certitude la présence d’espaces insécables par exemple dans « 23 °C », et « 37,8 °C » peut aussi bien être une température qu’une capacité, jusqu’au masquage des caractères non imprimables.
- Espace fine insécable :
  - OpenOffice Writer et LibreOffice Writer ne signalent pas ce caractère,
  - Microsoft Word ne signale pas ce caractère.

### Justification
Vu son utilisation avec les ponctuations à cause du manque d’espace fine insécable dans beaucoup de polices décoratives, l’espace insécable n’est pas justifiante en traitement de texte. Dans les logiciels de publication assistée par ordinateur au contraire, l’utilisateur dispose à la fois de l’espace insécable justifiante et de l’espace insécable à chasse fixe, préconisée devant le deux-points.
Dans de prestigieuses éditions[réf. souhaitée], on trouve l’espace insécable justifiante aussi devant le deux-points, censé tenir l’exact milieu entre les mots, et justifiante même en fin de ligne. Cet aspect peut être émulé en traitement de texte en entourant de gluons de mots U+2060 une espace-mot sécable, ce qui la rend insécable. Cette méthode est indiquée dans Unicode et elle fonctionne parfaitement dans OpenOffice/LibreOffice, où le gluon apparaît avec la même trame que l’espace insécable mais de chasse nulle. Dans Microsoft Word par contre, il faut utiliser l’espace insécable sans chasse U+FEFF à la place du gluon de mots, selon l’usage traditionnel mais obsolète depuis l’encodage du gluon vers la fin du dernier millénaire.

### Insécabilité
- Espace insécable :
  - Microsoft Word traite comme insécable une séquence d’espaces contenant au moins une espace insécable. Cela est une personnalisation de la règle de coupure de ligne LB18 du standard Unicode[25] qui demande à utiliser les espaces-mots comme opportunités de coupure,
  - La majorité des moteurs de rendu de navigateurs web traitent l’espace insécable comme insécable dans les pages web affichées depuis le code source.
- Espace fine insécable :
  - Aucune remarque à faire à ce jour.[non pertinent]

### Stabilité
- Espace insécable :
  - Microsoft Word remplace par une espace-mot sécable toute espace insécable du document lors du collage au format texte seul, que ce soit à l’intérieur de Word ou vers un éditeur de texte (Bloc Notes, Notepad++).
  - OpenOffice Writer et LibreOffice Writer préservent les espaces insécables, aussi bien quand un document est collé depuis Word, que quand il est collé vers un éditeur de texte ou formulaire web en texte seul.
  - Certains navigateurs comme Firefox ont longtemps remplacé l’espace insécable par une espace sécable lors d’un copier-coller[26].
- Espace fine insécable :
  - Aucune remarque à faire à ce jour.[non pertinent]